# HD 218566
Ebla eller HD 218566 är en ensam stjärna belägen i den södra delen av stjärnbilden Fiskarna. Den har en skenbar magnitud av ca 8,63 och kräver åtminstone en stark handkikare eller ett mindre teleskop för att kunna observeras.  Baserat på parallaxmätning inom Hipparcosuppdraget på ca 35,0 mas, beräknas den befinna sig på ett avstånd på ca 93 ljusår (ca 29 parsek) från solen. Den rör sig närmare solen med en heliocentrisk radialhastighet på ca -38 km/s.

## Nomenklatur
HD 218566 gavs namnet Ebla i NameExoWorlds-kampanjen under 100-årsjubileet för IAU på ett förslag från Syrien. Ebla var ett av de tidigaste kungarikena i Syrien. Planeten HD 218566 b gavs samtidigt namnet Ugarit. Ugarit var en stad där dess skriftlärda utarbetade det Ugaritiska alfabetet omkring 1400 f.Kr.

## Egenskaper
Primärstjärnan HD 218566 A är en orange till gul stjärna i huvudserien av spektralklass K3 V. Den har en massa som är ca 0,8 solmassor, en radie som är lika med ca 0,9 solradier och har ca 0,35 gånger solens utstrålning av energi från dess fotosfär vid en effektiv temperatur av ca 4 850 K.
Jämfört med solen har stjärnan ett ovanligt stort överskott av andra element än väte och helium. Baserat på överskottet av järn är metalliciteten 2,4 gånger så hög som i solen. Den verkar ha en försumbar rotationshastighet eftersom dess beräknade rotationshastighet är för liten för att kunna mätas.
Baserat på mätningar med hög upplösning utförda vid WM Keck-observatoriet och analys utförd på dessa mätningar av amatörastronomen Peter Jalowiczor, visar HD 218566 cykliska variationer i radialhastighet som tyder på gravitationsstörning av en omkretsande följeslagare. Detta objekt uppskattas kretsa kring primärstjärnan med en omloppsperiod av 225,7 ± 0,4 dygn med en excentricitet av 0,3 ± 0,1. Eftersom omloppsbanans lutning är okänd (2020), har data för följeslagaren inte fastställts. Den kan emellertid avgränsas till att ha en massa på minst 21 procent av Jupiters massa. Det finns inga bevis för någon ytterligare följeslagare i konstellationen.